# کاهش گرده‌افشان‌ها

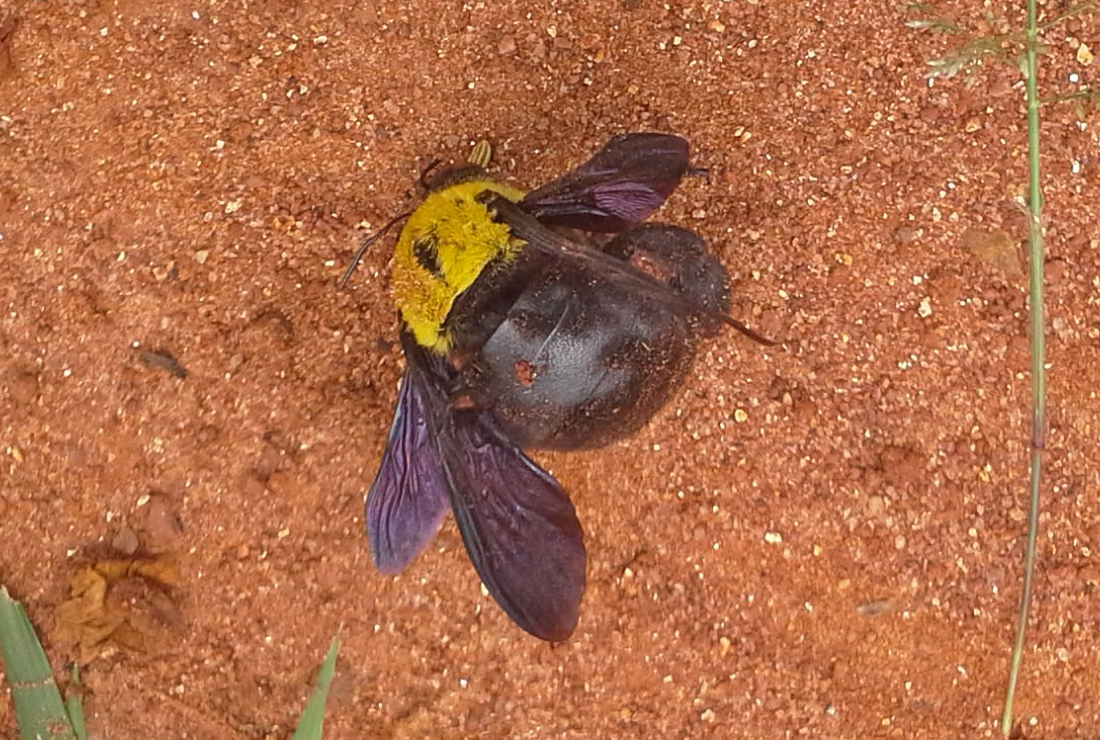
زنبور نجار مرده

کاهش گرده‌افشان‌ها به کاهش تعداد حشرات و دیگر جانوران گرده افشان در بسیاری از زیست‌بوم‌های جهان گفته می‌شود که ثبت آن از اواخر قرن بیستم آغاز شده است. شواهد متعددی وجود دارد که نشان می‌دهد جمعیت گرده‌افشان‌های وحشی در مقیاس منطقه‌ای، به‌ویژه در اروپا و آمریکای شمالی، رو به کاهش گذاشته است. یافته‌های مشابهی نیز در مطالعات انجام‌شده در آمریکای جنوبی، چین و ژاپن گزارش شده‌اند که این فرض را تقویت می‌کند که چنین کاهشی در سطح جهانی در حال رخ دادن است. اکثر این مطالعات بر زنبورها، به‌ویژه گونه‌های زنبور عسل و زنبورهای گرده، تمرکز داشته‌اند و تعداد کمتری از پژوهش‌ها به حشراتی مانند مگس‌های گرده‌خوار و پروانه‌ها اختصاص یافته‌اند.
وضعیت گونه‌های اهلی گرده‌افشان کمتر روشن است. هرچند شمار کلنی‌های زنبورعسل پرورشی در اروپا و آمریکای شمالی به ترتیب طی سال‌های ۱۹۸۵ تا ۲۰۰۵ و ۱۹۴۷ تا ۲۰۰۵ به میزان ۲۵٪ و ۵۹٪ کاهش یافته است، اما به دلیل افزایش قابل‌توجه تعداد کندوها در کشورهایی مانند چین و آرژانتین، آمار جهانی در مجموع افزایش نشان می‌دهد. با این حال، در حالی که طی این دوره تعداد کندوهای زنبورعسل پرورشی ۴۵٪ افزایش یافته، تقاضا برای محصولات کشاورزی وابسته به گرده‌افشان‌ها سه برابر شده است؛ موضوعی که نشان‌دهنده خطر تکیه بیش از حد بر گونه‌های اهلی برای خدمات گرده‌افشانی است.
گرده‌افشان‌ها نقش کلیدی در تولیدمثل جنسی بسیاری از گیاهان دارند، چرا که با تسهیل گرده‌افشانی متقابل، برای بقای برخی گونه‌ها حیاتی بوده و در حفظ تنوع ژنتیکی دیگر گونه‌ها نیز بسیار مؤثرند. از آن‌جا که گیاهان منبع اصلی تغذیه بسیاری از جانوران هستند، کاهش یا نابودی گرده‌افشان‌ها از سوی برخی روزنامه‌نگاران به عنوان یک «آرماگدون زیست‌محیطی» توصیف شده است.

## شواهد
کاهش فراوانی و تنوع حشرات گرده افشان در طول قرن بیستم در بسیاری از مناطق صنعتی جهان، به ویژه شمال غربی اروپا و شرق آمریکای شمالی، مستند شده است.
ناهنجاری فروپاشی کلونی زنبورها توجه عمومی زیادی را به خود جلب کرده است. طبق یک گزارش در سال ۲۰۱۳، تلفات زمستانی کندوهای زنبور عسل در سال‌های اخیر در اروپا و ایالات متحده افزایش یافته است و میزان شکست کندوها تا ۵۰٪ رسیده است.
یک مطالعه آلمانی در سال ۲۰۱۷ که بر پایه ۱۵۰۰ نمونه از ۶۳ منطقه انجام شد، نشان داد کهزیست‌توده حشرات پرنده در آن ناحیه طی ۲۵ سال گذشته سه‌چهارم کاهش یافته است. همچنین، یک مطالعه دیگر در سال ۲۰۰۹ بیان کرد که اگرچه جمعیت زنبورها در طول ۵۰ سال گذشته ۴۵٪ افزایش یافته، اما میزان محصولاتی که به گرده‌افشانی زنبورها وابسته‌اند ۳۰۰٪ بیشتر شده است؛ هرچند هیچ‌گونه شواهدی مبنی بر بروز مشکل در حال حاضر وجود ندارد، اما نویسندگان هشدار می‌دهند که این مسئله ممکن است در آینده به «مشکلاتی در گرده‌افشانی» منجر شود.

## پیامدها

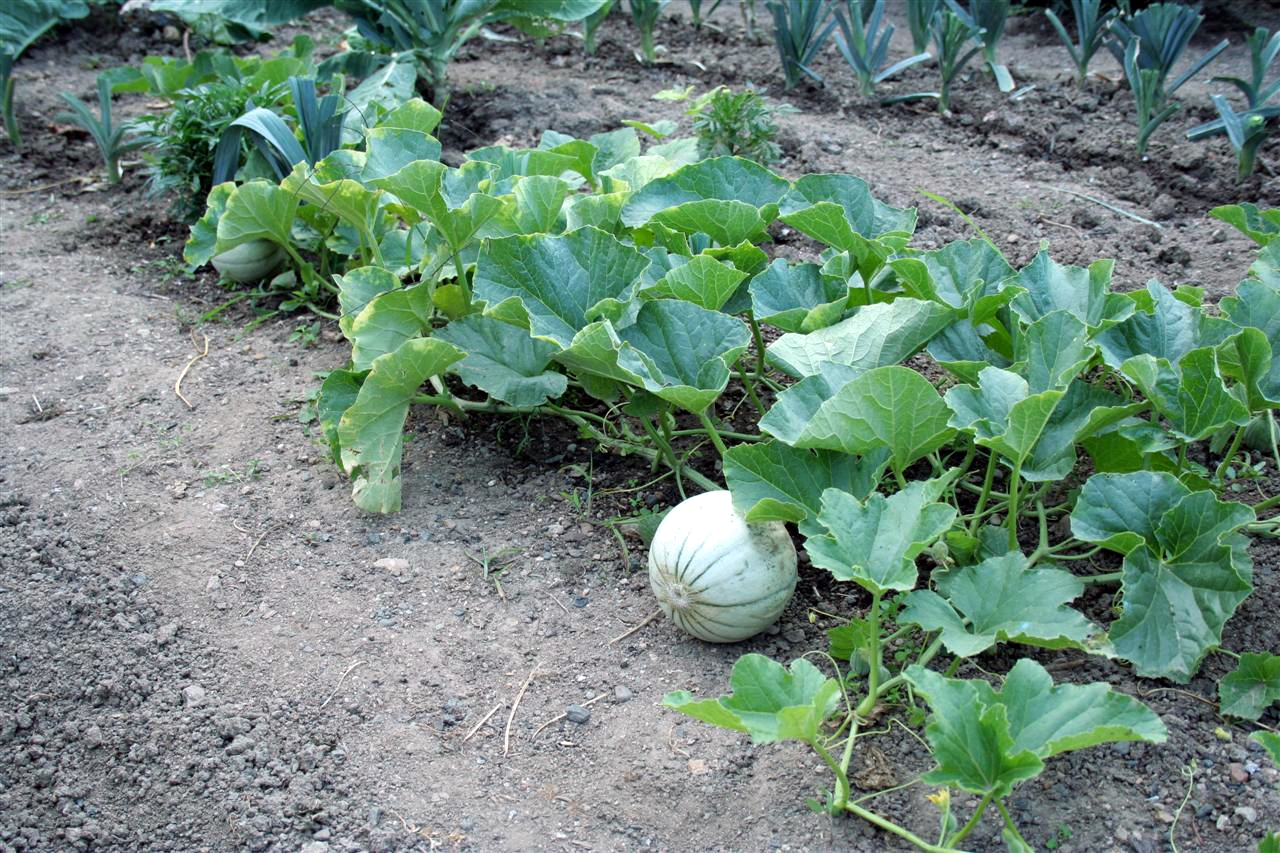
گیاه خربزه، محصولی که به گرده افشان نیاز دارد و منبع خوبی از ویتامین A است

هفت مورد از ده محصول مهم غذایی جهان از نظر حجم تولید، توسط باد گرده‌افشانی می‌شوند (مانند ذرت، برنج و گندم) یا از طریق روش‌های تکثیر غیرجنسی مانند قلمه‌زنی یا ریزوم (مانند موز، نیشکر، سیب‌زمینی، چغندر قند و کاساوا) تکثیر می‌شوند و بنابراین برای تولید غذا به گرده‌افشان‌های حیوانی نیاز ندارند. همچنین محصولاتی مانند چغندر قند، اسفناج و پیاز به‌صورت خودگرده‌افشان هستند و به حشرات نیازی ندارند. با این حال، تخمین زده می‌شود که ۸۷٫۵٪ از گونه‌های گیاهان گل‌دار جهان توسط حیوانات گرده‌افشانی می‌شوند و ۶۰٪ از گونه‌های گیاهان زراعی نیز از گرده‌افشان‌های حیوانی استفاده می‌کنند. این دسته شامل اکثر میوه‌ها، بسیاری از سبزیجات و همچنین گیاهان علوفه‌ای است. بر اساس گزارش وزارت کشاورزی ایالات متحده (USDA)، ۸۰٪ از گرده‌افشانی محصولات کشاورزی توسط حشرات در این کشور به زنبور عسل اختصاص دارد.

### پیامدهای احتمالی تغذیه‌ای
یک مطالعه در سال ۲۰۱۵ به بررسی پیامدهای تغذیه‌ای کاهش جمعیت گرده‌افشان‌ها پرداخت. این پژوهش بررسی کرد که آیا چهار جمعیت در کشورهای در حال توسعه ممکن است در آینده در معرض خطر بالقوه سوءتغذیه قرار گیرند، با این فرض که رژیم غذایی انسان‌ها تغییر نکند یا به مکمل‌های غذایی دسترسی نداشته باشند. با این حال، مطالعه به این نتیجه رسید که چنین پیش‌بینی‌ای به‌طور قابل‌اعتماد ممکن نیست. بر اساس مدل آن‌ها، میزان تأثیر کاهش گرده‌افشان‌ها بر یک جمعیت به رژیم غذایی محلی بستگی دارد، و ویتامین A بیشترین احتمال را برای بروز کمبود دارد، چراکه هم‌اکنون نیز کمبود آن رایج است.